# Крекінг-установка у Осаці
Крекінг-установка у Осаці – нафтохімічне виробництво концерну Mitsui, розташоване на узбережжі Внутрішнього Японського моря.
В Японії Mitsui володіє двома установками парового крекінгу – у префектурі Тіба неподалік Токіо та в Осаці. Остання піддає піролізу газовий бензин та має річну потужність на рівні 450 тисяч тонн етилену і 280 тисяч тонн пропілену.
Етилен використовують для виробництва оксиду етилену та етиленгліколю, крім того, певні об’єми споживає установка метатези олефінів, яка із бутилену та етилену продукує 140 тисяч тонн пропілену. Останній споживається трьома лініями полімеризації у поліпропілен загальною потужністю 450 тисяч тонн (належать Prime Polymer – спільному підприємству Mitsui та Idemitsu з розподілом участі 65%/35%) та заводом фенолу і ацетону (200 і 120 тисяч тонн відповідно).